# Aruni
Uddalaka Aruni (fl. c. século VIII a.C.), (em devanágari: उद्दालक आरुणि) também conhecido como Uddalaka, Aruni ou Uddalaka Varuni, é um reverenciado sábio védico do hinduísmo. Ele é mencionado em muitos textos sânscritos da era védica, e seus ensinamentos filosóficos estão entre as peças centrais do Brihadaranyaka Upanishad e Chandogya Upanishad, duas das escrituras mais antigas dos Upanixades. Um famoso professor védico, Aruni viveu alguns séculos antes de Buda, e atraiu estudantes de regiões distantes do subcontinente indiano; alguns de seus alunos, como Yajnavalkya, também são altamente reverenciados nas tradições hindus. Tanto Aruni quanto Yajnavalkya estão entre os professores upanixádicos mais frequentemente mencionados no hinduísmo.
De acordo com Ben-Ami Scharfstein, professor emérito de Filosofia da Universidade de Tel Aviv, Uddalaka Aruni foi um dos primeiros filósofos registrados na história. Debiprasad Chattopadhyaya estabeleceu Uddalaka Aruni como o primeiro 'cientista natural' na história intelectual do mundo. No Chandogya Upanishad, Aruni faz perguntas metafísicas sobre a natureza da realidade e da verdade, observa a mudança constante e pergunta se há algo que é eterno e imutável. A partir dessas questões, inseridas em um diálogo com seu filho, ele apresenta o conceito de Atman (alma, si mesmo) e Bramã (eu universal).

## Vida
Uddālaka Āruṇi era um brâmane da linhagem Gautama que era de Kuru-Pañcāla. Ele foi aluno de Aruṇa (seu pai) e Patañcala Kāpya. Ele foi o preceptor de Yājñavalkya Vājasaneya, Kahola Kauṣītaki, Proti Kausurubindi, Kahola Kauṣītaki, Proti Kausurubindi e seu próprio filho, Śvetaketu Auddālaki. Ele derrotou Prācīnayogya Śauceya e provavelmente Bhadrasena Ājātaśatrava em debate, mas foi derrotado em debate por seu próprio aluno Yājñavalkya.

## Influência
Diz-se que Uddalaka Aruni sistematizou os pensamentos védicos e upanixades. Muitos mahavakyas são atribuídos ao sábio Uddalaka Aruni. Entre esses, "Tat Tvam Asi" (Tu és) do Chandogya Upanishad é um pensamento frequentemente citado no hinduísmo. Seu professor é Uddalaka Aruni e o aluno seu filho Svetaketu.
Seus ensinamentos vão além das especulações metafísicas e da filosofia. Partes de suas obras contêm as sementes do atomismo indiano, por causa de sua crença de que "partículas muito pequenas para serem vistas se juntam nas substâncias e objetos da experiência". Alguns estudiosos como Hermann Jacobi e Randall Collins compararam Aruni a Tales de Mileto em sua metodologia científica, chamando-os de "físicos primitivos" ou "pensadores protomaterialistas".